# Pitbike

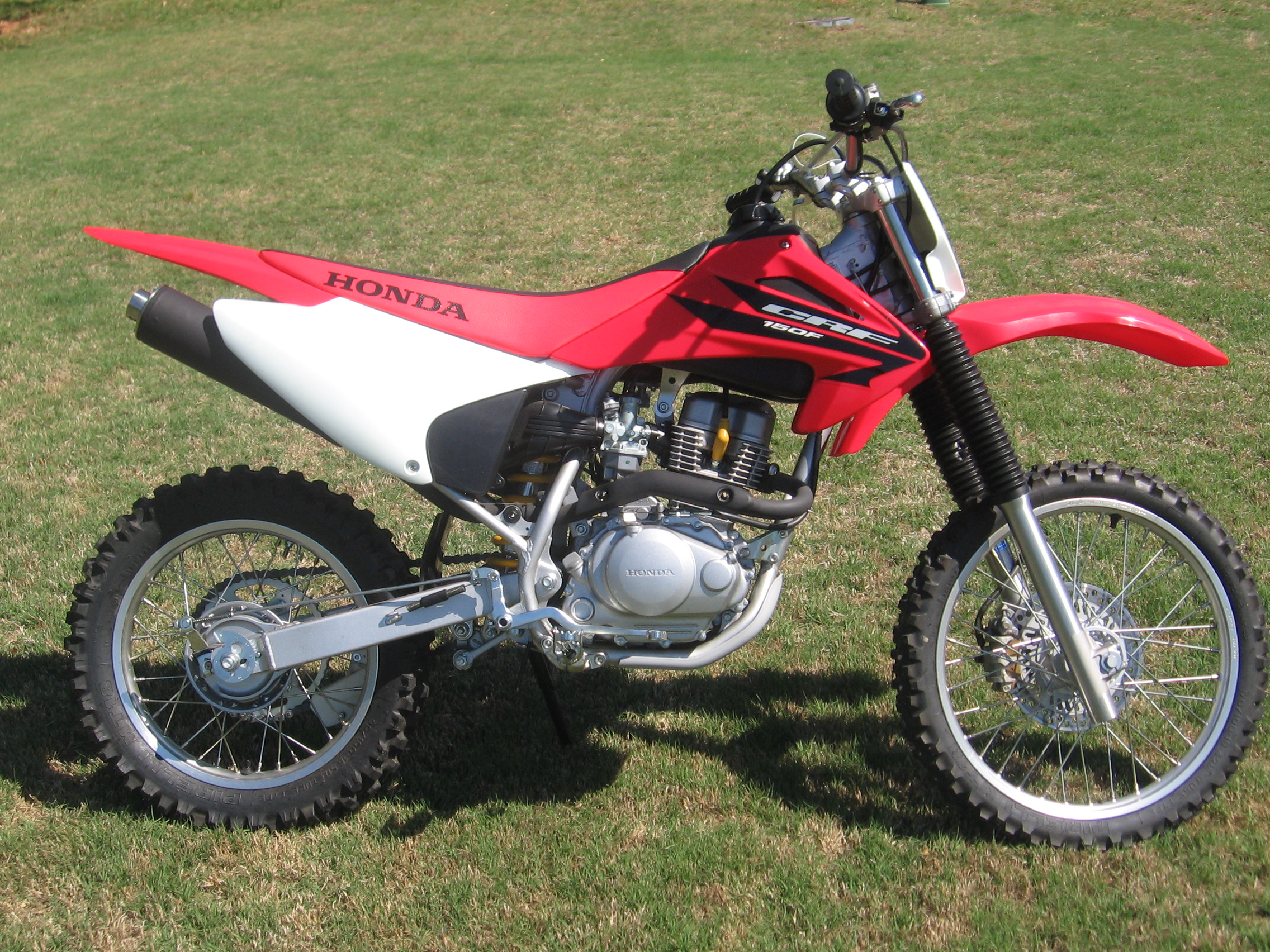
Honda CRF 150F

Pitbikes sind kleine Motocross-Motorräder mit meist 70 bis 125 cm³ Hubraum. Sie sind für Kinder und Erwachsene geeignet.
Pitbikes dienten ursprünglich in den Fahrerlagern als Funbikes zur schnellen Fortbewegung außerhalb der Rennen. Bekannte Pitbikefahrer sind Valentino Rossi und Marc Márquez.
Die Unterschiede zu üblichen Motocross-Motorrädern in dieser Hubraumklasse sind, dass sie kleiner gebaut sind und fast immer einen Einzylinder-Viertaktmotor mit 13 bis 20 PS haben. Oft werden sie ohne Kupplung mit einem halbautomatischen Getriebe gebaut.
Beispiele für solche Motorräder sind die Kawasaki KLX 110 R oder die Honda CRF 110. Daneben sind Marken wie Storm oder Lizzard in diesem Segment vertreten.
Pitbikes sind beliebt, da sie einfach zu fahren sind, auch für Fahranfänger, und im Vergleich zu größeren Motorrädern relativ günstig sind. Trotz der nicht vorhandenen Kupplung sind Pitbikes ein guter Einstieg in die Motorradwelt, da sie im Vergleich zu den kleineren Pocketbikes in den meisten Fällen eine richtige Fußbremse besitzen. Ein weiterer Vorteil der kleinen und leichten Pitbikes ist, dass sie aufgrund ihrer geringen Größe ganzjährig auf Kartbahnen zu Trainingszwecken genutzt werden können.
Pitbikes sind nicht für den Straßenverkehr zugelassen.
Seit 2021 gibt es eine Pitbike Serie in Deutschland, seit 2023 mit 6 Klassen und eine Pitbike Endurance Meisterschaft. In Österreich findet der Austria Pitbike Cup statt. Seit 2022 gibt es eine Pitbike-Europameisterschaft.